# Woodville Karst Plain Project
Das Woodville Karst Plain Project (WKPP) ist ein Projekt bzw. eine Organisation, die die unterirdischen Höhlensysteme unter der Woodville Karst Plain kartiert.

## Das Projekt
Das Woodville Karst Plain ist ein 1.200 km² großes Gebiet, das sich von Tallahassee, Florida, USA, bis zum Golf von Mexiko erstreckt und zahlreiche Quellen erster Größe umfasst, darunter Wakulla Springs und das Höhlensystem Leon Sinks, die längste Unterwasserhöhle in den Vereinigten Staaten. Das Projekt entstand aus einer Höhlentauchforschungs- und Erkundungsgruppe, die 1985 gegründet und 1990 eingetragen wurde (von Bill Gavin und Bill Main, später kamen Parker Turner, Lamar English und Bill McFaden hinzu, zu der Zeit der Vorsitzende des NACD Exploration and Survey Committee).
Die WKPP ist die einzige Organisation, der derzeit erlaubt ist, einige dieser Höhlen zu betauchen – die sich alle auf staatlichem, föderalem oder privatem Land befinden – aufgrund der extremen Natur der Systeme und der Disziplin, die erforderlich ist, um sie sicher zu erkunden, obwohl diese Höhlen vor der Gründung der WKPP umfassend erforscht wurden. Dies ist ein kontroverses Thema, da viele Menschen der Meinung sind, dass diese Höhlen für die Öffentlichkeit zugänglich sein sollten oder zumindest für andere qualifizierte Höhlentauchgruppen und Einzelpersonen. Im Jahr 2007 wurde ein staatlicher Zugang zum Leon-Sinks-Höhlensystem für andere qualifizierte Höhlentaucher wiedereröffnet.
Die WKPP-Taucher halten alle Tiefenrekorde (unterhalb von −190 Fuß (−58 m)) im Unterwasserhöhlentauchen. Der Direktor der WKPP, Casey McKinlay, und Jarrod Jablonski halten den Weltrekord für die größte Entfernung unterhalb von −58 m von der Oberfläche bei einem Höhlentauchgang – jeweils 7.860 m in beide Richtungen am Wakulla Spring bei einer durchschnittlichen Tiefe von −84 m. Dieser Rekordtauchgang erforderte mehr als 29 Stunden Untertauchen, darunter 16 Stunden Dekompression (ebenfalls ein Rekord). Die WKPP hält auch den Weltrekord für die längste Traverse zwischen zwei bekannten Eingangspunkten: 10.909 m in eine Richtung zwischen Turner Sink und Wakulla Spring bei einer durchschnittlichen Tiefe von −84 m. Die WKPP ist auch verantwortlich für die Erforschung und Kartierung von mehr Höhlengängen unter 58 Meter als jede andere Organisation weltweit – insgesamt 33.096 m. Bis Juni 2018 haben WKPP-Forscher insgesamt 43.950 m erkundet und kartiert.
Die von WKPP-Tauchern gesammelten Daten haben Planern eine bessere Vorstellung davon gegeben, was sie vom unterirdischen Grundwasserleitsystem erwarten können und wie am besten mit Problemen im Zusammenhang mit Oberflächenwasserabfluss und anderen nichtpunktuellen Quellen von Verschmutzung umzugehen ist. Die Kartierung der WKPP hat dazu geführt, dass der Bundesstaat Florida und das US-Landwirtschaftsministerium eine Grüngürtel-Zone um das Leon-Sinks-Höhlensystem und eine Schutzzone für den Edward Ball Wakulla Springs State Park eingerichtet haben, sowie zahlreiche Verbesserungen in den Betriebsabläufen der Wassermanagement-Distrikte, im Straßenbau des Verkehrsministeriums und in der Entwicklungsplanung. Die Daten der WKPP waren die Grundlage für Entscheidungen über den Kauf von Millionen Dollar teuren Grundstücken zum Schutz von wichtigen „unter der Oberfläche“ liegenden Ressourcen, die Schutz benötigen.

## DIR-Tauchen
Die WKPP ist bemerkenswert für ihre Rolle in der Entwicklung von Höhlentauchtechniken und Teamtauchprotokollen, der DIR-Methode des Sporttauchens, die die Grundlage für die Lehrmethodik von Global Underwater Explorers bildet, und der Verwendung von Halcyon PVR-BASC- und RB80-Kreislauftauchgeräten. DIR ist die Abkürzung für „Doing it right“ (= es richtig machen) und stellt einen ganzheitlichen Ansatz für das Sporttauchen dar. Nach der DIR-Methode sind grundlegende Fertigkeiten, Teamarbeit, Umweltbewusstsein und die Verwendung einer hochgradig optimierten und stromlinienförmigen Ausrüstungskonfiguration die wesentlichen Grundlagen des Tauchens. Befürworter der DIR-Methode argumentieren, dass durch diese elementaren Aspekte die Sicherheit durch die Standardisierung von Ausrüstungskonfigurationen und Verfahren zur Verhinderung und Bewältigung von Notfällen verbessert wird, insbesondere von „Out-of-Air“-Notfällen (Sauerstoffmangel).

## Aktuelle Forschung
Am 20. Mai 2007 versuchten Taucher, eine Verbindung herzustellen, indem sie von Turner Sink aus tauchten, konnten jedoch nach einer Strecke von 3 Meilen (4,8 km) aufgrund eines unpassierbaren Abschnitts der Höhle nicht weiter vorankommen. Am 28. Juli 2007 gelang es Tauchern, 1.220 Fuß (370 m) bisher unerforschten Gang zu erkunden, bevor sie eine Erkundungsleine von Wakulla Springs entdeckten. Dann, am 15. Dezember 2007, absolvierten die WKPP-Taucher Casey McKinlay und Jarrod Jablonski erfolgreich eine Durchquerung von Turner Sink bis zu Wakulla Springs und legten dabei eine Strecke von ungefähr 35.791 Fuß (10.909 m) zurück. Diese Durchquerung dauerte etwa 7 Stunden, gefolgt von zusätzlichen 14 Stunden Dekompression, um sicher an die Oberfläche aufzusteigen.
Aktuelle Projekte umfassen die Erforschung, Vermessung und Kartierung des Höhlensystems Wakulla-Leon Sinks sowie die Koordination zwischen privaten, staatlichen und föderalen Behörden, um die überfluteten Höhlen der Woodville Karst Plain zu schützen. Die derzeitigen Erkundungsbemühungen der WKPP in den Höhlensystemen Chip’s Hole und Falmouth Cave Systems führen ebenfalls zu bedeutenden Entdeckungen.
Im Jahr 2011 verabschiedete das Repräsentantenhaus von Florida „Eine Resolution zur Anerkennung des Woodville Karst Plain Projects für seine herausragenden Beiträge für den Bundesstaat Florida durch wissenschaftliche Forschung und seine Hingabe und unermüdlichen Bemühungen, den Schutz der kostbaren natürlichen Wasserressourcen des Staates zu fördern“ (HR9053).